# Fuente de Lavapiés

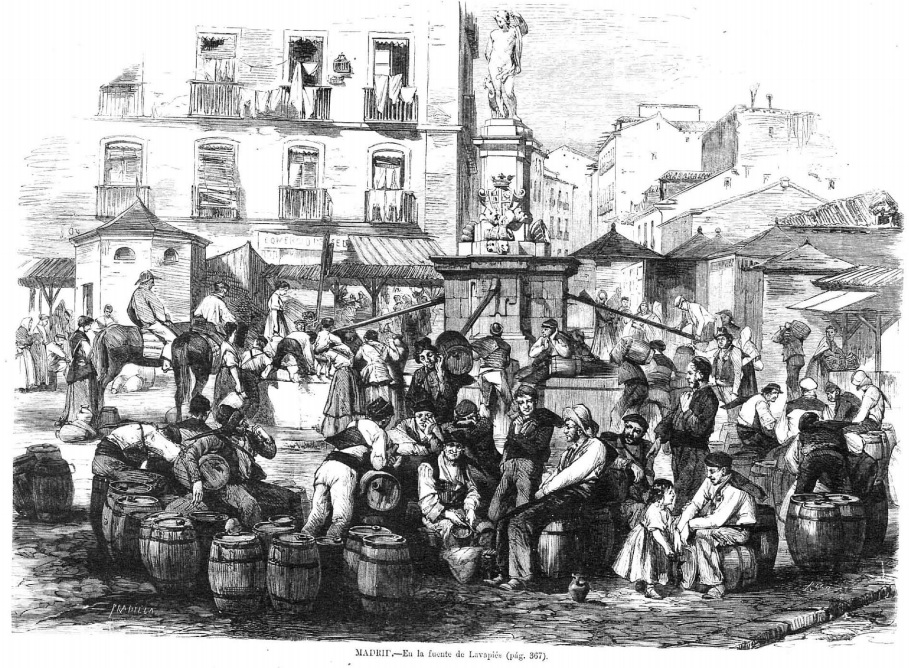
"La Fuente de Lavapiés" (hacia 1870), según grabado de Francisco Pradilla y Ortiz, publicado en La Ilustración Española y Americana.

La Fuente de Lavapiés fue una fuente de la ciudad de Madrid situada en la plaza de Lavapiés. Como punto de agua ha tenido diferentes construcciones de muy distinta envergadura desde el siglo xvi. En la segunda mitad del siglo xix llegó a tener asignados 35 aguadores para los cuatro caños y sus 30 reales de agua del viaje del Bajo Abroñigal. En 1833, Mesonero Romanos situaba la escultura de Endimión que coronó esta fuente en su emplazamiento anterior en la Puerta de Moros.

## Historia
En la época de Felipe II de España, en un análisis de las aguas de las fuentes madrileñas, se cita el agua «del caño más chico» como el mejor «a la salida de la Villa por el barrio de Lavapiés», según recopilación y estudio del cronista Gil González Dávila; y durante el reinado de Felipe III, aparece dibujada en el plano de Texeira con el «número 54» en la lámina 18 (D3) en la intersección de las calles del Olivar, Ave María y Lavapiés.

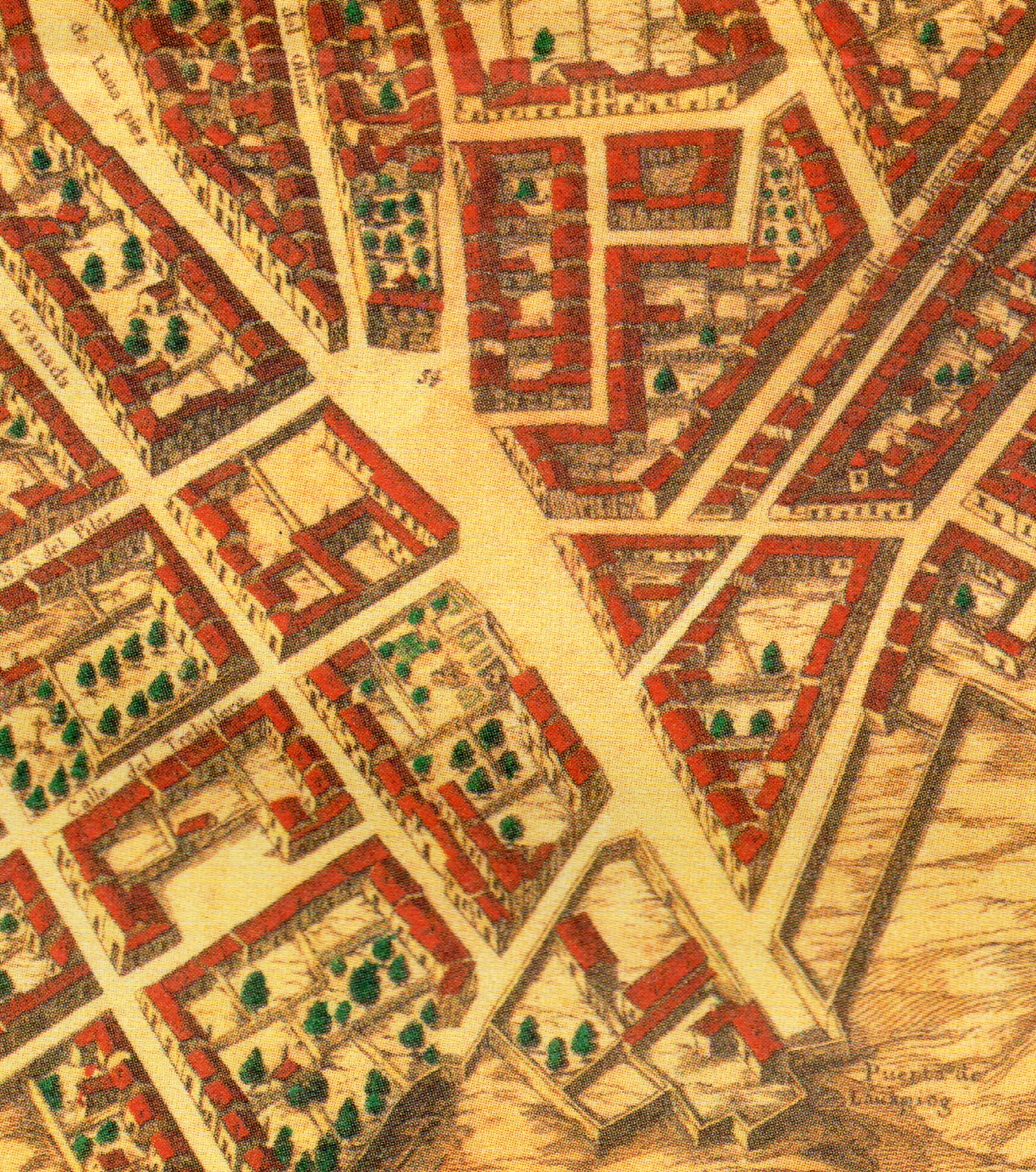
Plano de Texeira, en la parte superior, marcada con el número 54, la primitiva fuente de Lavapiés en 1656.

La primera fuente monumental de que se tiene noticia, instalada en esta plaza era obra del escultor italiano Rutilio Gaci, durante el reinado de Felipe III. Pero la más conocida y popular data del siglo xix y fue ejecutada por el arquitecto de fontanería de la Villa Martín López Aguado. Pedro Felipe Monlau lo describe así en su Madrid en la mano ó El amigo del forastero: 

Es la nueva fuente, que ha empezado a correr este año [¿1850?], un pedestal que sostiene la linda estatua del pastor Endimión que había antes en la fuente de la puerta de Moros, y que ha sido restaurada. En el frente principal, que mira al portillo de Valencia, sirven de adorno las armas reales, y en el opuesto las de la villa. en los otros dos frentes se ven al pié del pedestal unas conchas. Los caños para el agua son de bronce, con perchas del mismo metal para colgar los "llenadores". Cerca del pilón hay un pequeño recinto cercado con pilares de piedra y verja de hierro para depósito de las cubas de los aguadores.

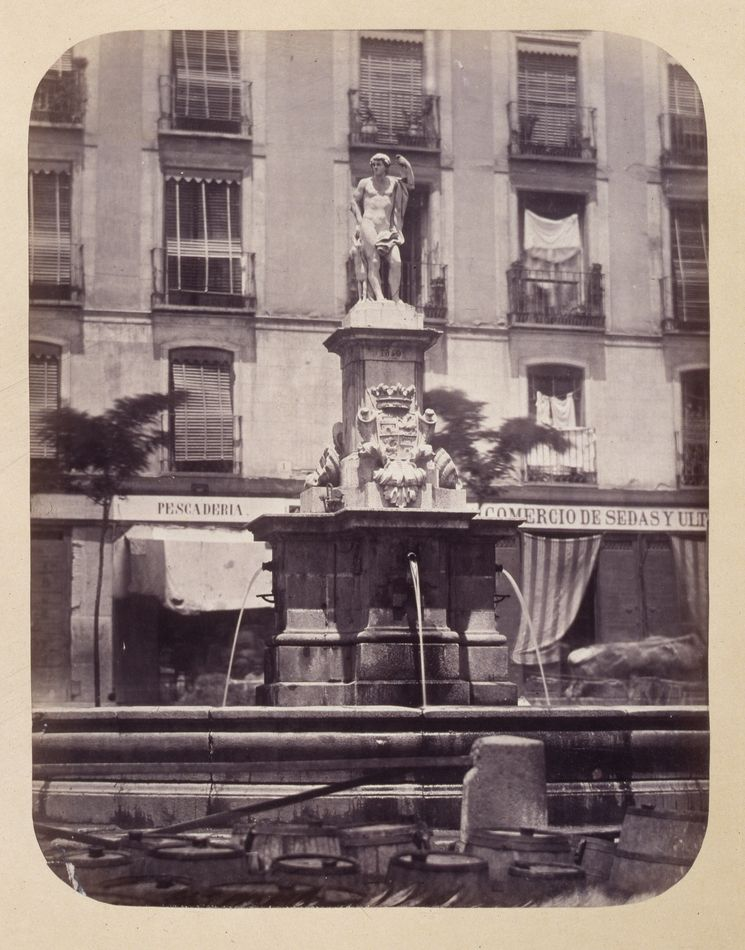
Fotografiada por Alfonso Begué en 1864.

En su monografía de 1903, José Rincón Lazcano completa la descripción explicando que se apoyaba en «un zócalo de granito, sobre el cual, insistía un cuerpo octogonal, que tenía de los 8 lados, 4 resaltados en sus centros y decorado con basamento y cornisa; este cuerpo sostenía un pedestal de piedra blanca con los ángulos en forma de cubillo y con la correspondiente decoración de cornisa y zócalo, éste tenía una moldura con hojas talladas y en su arquitrabe adornos arabescos.» También habla, de pasada de la escultura que coronaba la fuente, obra en mármol del escultor Manuel Pereira realizada hacia 1640, y que como explica Monlau se encontraba en la fuente de la plaza de Puerta de Moros, en el vecino barrio de La Latina.
Fue desmontada a finales del siglo xix dentro del dilatado proceso de las obras de instalación de la acometida de aguas del Canal de Isabel II. Se dejó una fuente más pequeña con varios caños, pero la escultura de Endimión fue trasladada al Museo Arqueológico Nacional y posteriormente al vestíbulo de entrada del Museo de Historia de Madrid. En el siglo xx se construyó en un lado de la plaza una pequeña fuente.